# Edgar Vidale
Edgar Vidale (...) è un allenatore di calcio trinidadiano.

## Carriera
Ha allenato la Nazionale trinidadiana in tre occasioni, guidandola anche alla Gold Cup 1991.